# Eduardo Davino
Eduardo Davino (Napoli, 6 agosto 1929 – Roma, 20 gennaio 2011) è stato un vescovo cattolico italiano.

## Biografia
Il 27 luglio 1952 fu ordinato presbitero dall'arcivescovo coadiutore di Napoli Alfonso Castaldo.

### Ministero episcopale
Il 15 luglio 1993 papa Giovanni Paolo II lo nominò vescovo di Ariano Irpino-Lacedonia; succedette ad Antonio Forte, precedentemente nominato vescovo di Avellino. Il 9 ottobre seguente ricevette l'ordinazione episcopale, nella cattedrale di Napoli, dal cardinale Michele Giordano, arcivescovo metropolita di Napoli, co-consacranti l'arcivescovo Carlo Furno, nunzio apostolico in Italia, e il vescovo Filippo Giannini, ausiliare di Roma.
Ad Ariano Irpino istituì l'ufficio diocesano dei beni culturali ecclesiastici e contribuì all'apertura del museo degli argenti nella tesoreria della cattedrale e del museo diocesano d'arte sacra nell'ex chiesa di Santa Lucia e di Maria Santissima Annunziata.
Il 10 novembre 1997 venne trasferito dal medesimo pontefice alla sede suburbicaria di Palestrina, dove succedette a Vittorio Tomassetti, precedentemente nominato vescovo coadiutore di Fano-Fossombrone-Cagli-Pergola. Il 14 dicembre successivo prese possesso della diocesi.
Durante il suo episcopato a Palestrina ristrutturò completamente l'episcopio e la curia vescovile ed istituì il museo diocesano prenestino di arte sacra.
Il 15 maggio 2005 papa Benedetto XVI accolse la sua rinuncia, presentata per raggiunti limiti di età, al governo pastorale della sede suburbicaria di Palestrina; gli succedette Domenico Sigalini, del clero di Brescia.
Fu consultore della Congregazione per il clero e del Pontificio consiglio per i testi legislativi e membro del Supremo tribunale della Segnatura apostolica. Fu revisore dei conti della Conferenza Episcopale Italiana.
Morì nella sua residenza privata di Roma, ove si era ritirato, la sera del 20 gennaio 2011 a seguito di complicazioni polmonari. Fu sepolto nella cappella di San Lorenzo della cattedrale di Sant'Agapito martire di Palestrina.

## Genealogia episcopale
La genealogia episcopale è:
- Cardinale Scipione Rebiba
- Cardinale Giulio Antonio Santori
- Cardinale Girolamo Bernerio, O.P.
- Arcivescovo Galeazzo Sanvitale
- Cardinale Ludovico Ludovisi
- Cardinale Luigi Caetani
- Cardinale Ulderico Carpegna
- Cardinale Paluzzo Paluzzi Altieri degli Albertoni
- Papa Benedetto XIII
- Papa Benedetto XIV
- Cardinale Enrico Enriquez
- Arcivescovo Manuel Quintano Bonifaz
- Cardinale Buenaventura Córdoba Espinosa de la Cerda
- Cardinale Giuseppe Maria Doria Pamphilj
- Papa Pio VIII
- Papa Pio IX
- Cardinale Alessandro Franchi
- Cardinale Giovanni Simeoni
- Cardinale Vincenzo Vannutelli
- Cardinale Giovanni Battista Nasalli Rocca di Corneliano
- Cardinale Marcello Mimmi
- Arcivescovo Giacomo Palombella
- Cardinale Michele Giordano
- Vescovo Eduardo Davino